# Сезон ФК «Чорноморець» (Одеса) 2010—2011
Сезон ФК «Чорноморець» (Одеса) 2010–2011 — 20-й сезон одеського «Чорноморця» у чемпіонатах/кубках України, та 73-й в історії клубу.

## Хронологія сезону

### Липень2010
- 17 липня 2010 р. «Чорноморець» стартував в чемпіонаті України 2010/11 серед команд першої ліги грою в Одесі з командою «Сталь» (Алчевськ). Матч завершився з рахунком 1:1[1][2].
- 25 липня 2010 р. У матчі другого туру чемпіонату України «Чорноморець» обіграв в Ужгороді місцевий клуб «Закарпаття» з рахунком 1:0[3][4].
- 31 липня 2010 р. Гру третього туру першости країни «моряки» зіграли в Одесі внічию (1:1) проти команди «Дністер» (Овідіополь)[5][6].

### Серпень2010
- 6 серпня 2010 р. У матчі четвертого туру чемпіонату України «Чорноморець» зіграв внічию (1:1) з командою «Енергетик» (Бурштин)[7].
- 15 серпня 2010 р. «Моряки» перемогли харківський «Геліос» з великим рахунком (3:0) у матчі п'ятого туру чемпіонату України[8].
- 18 серпня 2010 р. «Чорноморець» вдало стартував у розіграшу кубка України 2010/11, здобувши перемогу (1:0) у Хмельницькому проти місцевого «Динамо» (1/32 фіналу), i пройшов таким чином до наступного колу змагань[9][10].
- 21 серпня 2010 р. У матчі шостого туру чемпіонату України «моряки» зіграли в Охтирці внічию (0:0) з місцевим клубом «Нафтовик-Укрнафта».
- 28 серпня 2010 р. Гру сьомого туру першости країни «моряки» зіграли в Одесі внічию (0:0) із командою «Нива» (Вінниця)[11].

### Вересень2010
- 1 вересня 2010 р. Програвши з рахунком 0:2 київському «Динамо-2» у матчі восьмого туру чемпіонату України, «моряки» не змогли забити жодного голу третю гру поспіль[12].
- 5 вересня 2010 р. «Моряки» перемогли вдома чернівецьку «Буковину» з великим рахунком (3:0) у матчі дев'ятого туру чемпіонату України[13].
- 11 вересня 2010 р. У матчі десятого туру чемпіонату України «Чорноморець» програв на виїзді «Олександрії» з рахунком 1:2[14][15].
- 18 вересня 2010 р. «Моряки» перемогли вдома команду «Кримтеплиця» з великим рахунком (4:0) у матчі 11-го туру чемпіонату України[16][17].
- 26 вересня 2010 р. У матчі 12-го туру чемпіонату України «Чорноморець» переміг у Одесі «Прикарпаття» (Івано-Франківськ) з рахунком 2:1[18][19].
- 29 вересня 2010 р. «Чорноморець» приймав вдома полтавську «Ворсклу» у грі 1/16 фіналу кубка України 2010/11. Гості здобули перемогу (2:1) забивши вирішальний гол вже в додатковий час[20][21].

### Жовтень2010
- 2 жовтня 2010 р. «Моряки» перемогли в гостях команду «Фенікс-Іллічовець» з рахунком 3:1 у матчі 13-го туру чемпіонату України[22][23].
- 6 жовтня 2010 р. У матчі 14-го туру чемпіонату України «Чорноморець» приймав у Одесі «Арсенал-Київщина» із Білої Церкви, та переміг його з рахунком 1:0[24][25].
- 17 жовтня 2010 р. «Моряки» вдома зіграли внічию 1:1 з командою ФК «Львів» у матчі 16-го туру національної першості[26][27].
- 23 жовтня 2010 р. «Чорноморець» переміг у Кіровограді місцеву команду «Зірка» з рахунком 1:0 у матчі 17-го туру чемпіонату України[28][29].
- 31 жовтня 2010 р. «Моряки» розпочали друге коло чемпіонату України грою 18-го туру у місті Алчевськ, де вони зіграли 1:1 з місцевою командою «Сталь»[30][31].

### Листопад2010
- 6 листопада 2010 р. Матч 19-го туру національної першості «Чорноморець» грав вдома проти команди «Закарпаття» (Ужгород). Гра закінчилась внічию 1:1[32][33]
- 10 листопада 2010 р. «Моряки» перемогли в гостях команду «Титан» з міста Армянськ з рахунком 1:0 у перенесеному матчі 15-го туру чемпіонату України[34][35].
- 14 листопада 2010 р. Матч 20-го туру національної першості «Чорноморець» грав у місті Овідіополь з місцевим клубом «Дністер» та переміг господарів поля з рахунком 2:1[36][37].

### Березень2011
- 19 березня 2011 р. Весняну частину сезону «Чорноморець» розпочав під керівництвом Романа Григорчука. У грі 21-го туру чемпіонату країни команда вдома здобула перемогу з великим рахунком (4:0) проти клубу «Енергетик» (Бурштин)[38][39].
- 31 березня 2011 р. У грі 23-го туру чемпіонату країни моряки перемогли вдома «Нафтовик-Укрнафта» з рахунком 2:1[40][41].

### Квітень2011
- 4 квітня 2011 р. Матч 24-го туру першості країни «Чорноморець» грав у Вінниці, де переграв місцеву «Ниву» з рахунком 3:1[42][43]. Гольовим дублем відзначився нападник «моряків» Борис Тащи.
- 10 квітня 2011 р. Матч 25-го туру національної першості «моряки» грали вдома проти «Динамо-2» (Київ), та перемогли з рахунком 3:1[44][45].
- 17 квітня 2011 р. «Чорноморець» програв у Чернівцях місцевій «Буковині» з великим рахунком 0:3 у матчі 26-го туру чемпіонату країни [46][47].
- 22 квітня 2011 р. Гру 27-го туру національної першості «моряки» програли вдома клубу «Олександрія» — 0:2[48][49]. Це була друга поспіль поразка «Чорноморця» у поточному чемпіонаті України.

### Травень2011
- 1 травня 2011 р. Матч 28-го туру першості України «Чорноморець» грав у селищі Аграрне, де зіграв внічию (1:1) з клубом «Кримтеплиця»[50].
- 7 травня 2011 р. У грі 29-го туру чемпіонату країни «моряки» з великим рахунком (5:1) перемогли в Івано-Франківську місцевий клуб «Прикарпаття»[51]. Гольовим дублем відзначився півзахисник «Чорноморця» Іван Бобко[52].
- 15 травня 2011 р. «Чорноморцю» зараховано перемогу (+:-) у грі 30-го туру першості України, яка не відбулась тому що команда «Фенікс-Іллічовець» була знята із змагань вирішенням центральної ради ПФЛ від 22 березня 2011 року[53].
- 21 травня 2011 р. Матч 31-го туру чемпіонату України «Чорноморець» грав у Білій Церкві проти місцевого «Арсеналу». Незважаючи на те що одеська команда виграла перший тайм з рахунком 2:0, гра закінчилась внічию — 2:2[54][55].
- 25 травня 2011 р. У перенесеній грі 22-го туру національного чемпіонату «моряки» не змогли обіграти в Харкові місцевий «Геліос». Матч закінчився з рахунком 0:0[56][57].
- 30 травня 2011 р. «Чорноморець» здобув перемогу з великим рахунком 4:0, граючи вдома матч 33-го туру першості країни проти команди «Титан» (Армянськ)[58].

### Червень2011
- 4 червня 2011 р. Матч 34-го туру чемпіонату України «моряки» грали в місті Добромиль проти команди ФК «Львів»[59]. Отримавши перемогу з рахунком 1:0 одесити стали недосяжними для інших претендентів на підвищення в класі, і через рік повертаються в прем'єр-лігу[60].
- 11 червня 2011 р. В матчі останнього 35-го туру національної першості «Чорноморець» вдома поступився (0:1) команді «Зірка» (Кіровоград)[61]. Ця гра не мала для «моряків» ніякого значення, тому що перед звітним туром одеська команда вже виконала своє завдання на сезон — була здобута путівка до прем’єр-ліги України сезону 2011/12.